# 水瘤
水瘤（すいりゅう）または水腫（すいしゅ）（英: Hydrocele）とは、体腔内への漿液の異常な貯留である。最も頻繁に見られる水瘤は精巣水瘤（陰嚢水瘤、陰嚢水腫とも）であり、精巣を包む精巣鞘膜に体液が貯留する病態である。精索に液体が貯留した状態は精索水瘤と呼ばれる。
ヘルニアが見られない場合は、無治療で1年以内に自然治癒する。通常は男性に見られるが、女性でもヌック管が残存する場合、水瘤が形成されることがある。
原発性水瘤は、成人（特に高齢者）や気温の高い国の住民では漿液の緩慢な蓄積によって発症することがある。これはおそらく再吸収障害によるもので、殆どの原発性水瘤を説明できると思われるが、その理由はいまだ不明である。水瘤はまた、蚊媒介寄生虫（アフリカのWuchereria bancrofti および東南アジアのBrugia malayi ）に繰り返し慢性に感染することで惹起される鼠径リンパ節の閉塞の結果であることがある。この病態は、一般に象皮病と呼ばれるより広範囲なリンパ管閉塞の後遺症として見られる。

## 合併症
水瘤に関する合併症として下記のようなものがある：
- 精巣破裂は通常、精巣外傷により発生するが自然発生することもある。稀に、体液が吸収されて治癒する場合がある。
- 水瘤内部への出血により血瘤（英: Hematocele）となる。精巣外傷により精巣漿膜内に急性出血が生じた場合、精巣破裂の有無の判断は診断検査を行わないと困難な場合がある。血瘤が排出されないと、通常は陳旧性血瘤となる。
- 水瘤は石灰化することがある。陳旧性血瘤は精巣漿膜内に血液が徐々に自然滲出することで生じることがある。通常無痛性で、腫脹が精巣腫瘍によるものではないと確信するのは困難であり得る。実際、腫瘍が血瘤として現れることもある。
- 吸引により治療する際に稀に重篤な感染症を引き起こすことがあるが、手術が禁忌である場合や延期を余儀なくされた場合にはしばしば単純吸引術が実施される。
- 鼠径ヘルニア修復術後の水腫は比較的稀な合併症である。おそらく陰嚢内容液を排出するリンパ管が遮断されることが原因であると思われる。
- 感染症併発により膿瘍が形成される。
- 長期間放置された水瘤は、精巣萎縮の原因となる。

合併症は術後に診断されることが多く、二重超音波検査によって鑑別できる。排液、感染、血腫形成、破裂などの早期合併症については24～48時間まで観察し、外来で1～6週間経過観察する。

## 原因
水瘤は下記の4通りの経緯で形成される：
- 体腔内での体液の過剰生成（続発性水瘤）
- 体液の吸収不良[要出典]
- 陰嚢からの排液経路の阻害（象皮病の場合）
- 先天性腹膜腔ヘルニアに伴う精索水瘤

### 原発性水瘤（Primary hydroceles）
腫脹は柔軟で圧痛は無く、サイズは大きいが通常精巣は感じられない。照明は透過し液体の存在が示唆される。この水腫は無痛性でしばしば放置されるため、大量の液体を含んで巨大なサイズに達することがある。大きさと重さ以外は無症状であるが、不便を齎す。大きな水瘤が長期間存在し続けると、圧迫や血液供給の障害により精巣が萎縮する。殆どの場合、健康診断で早期発見された水腫は小さく、弛緩した水腫の中に精巣があることが容易に触知できる。しかし水瘤の密度が高い場合には、精巣を可視化して原因を明らかにするために超音波画像診断が必要である。水瘤は放置すると大きくなることがある。水瘤は通常、精巣腫瘍と同様に痛みを伴わない。水瘤と腫瘍を鑑別する簡単な方法は、肥大した陰嚢に強い光を当てることである。水瘤は通常光を透過するが、腫瘍は透過しない（反応性水腫を伴う悪性腫瘍の場合を除く）。

### 続発性水瘤（Secondary hydroceles）
精巣疾患による続発性水瘤は、がん、外傷（ヘルニアなど）、精巣炎の結果として起こることがあり、腹膜透析を受けている乳児にも起こることがある。水瘤はがんではなく、精巣腫瘍の存在が疑われる場合には臨床的に除外されるべきであるが、精巣腫瘍と関連した水瘤を報告した文献は世界的にみても無い。続発性水瘤は急性または慢性の精巣上体精巣炎に伴うことが最も多い。また、精巣捻転や一部の精巣腫瘍でもみられる。続発性水瘤は通常弛緩しており、大きさは中程度である。続発性水瘤は、原発病変が治癒すると沈静化する。
- 急性/慢性精巣上体精巣炎
- 精巣捻転症
- 精巣腫瘍
- 血瘤
- フィラリア性水瘤
- ヘルニア縫合術後
- ヘルニア嚢水瘤[2]

### 幼児性水瘤（Infantile hydroceles）
水瘤は乳幼児にのみならず成人にも生じ、腹膜鞘状突起（patent processus vaginalis; PPV）に発生する。精巣鞘膜および鞘状突起は鼠径輪に達しているが、腹膜腔とは繋がっていない。

### 先天性水瘤（Congenital hydroceles）

鞘状突起の閉鎖不全に伴う交通性陰嚢水瘤

鞘状突起が開存しており、腹膜腔に繋がっている。この連絡部は通常、腹腔内臓器脱（ヘルニア）を起こすには小さすぎる。水瘤を指圧しても通常は空にならないが、水瘤液は横臥時に腹腔内に排出されることがある。水腫が両側性の場合は、腹水または腹水性結核性腹膜炎を考慮すべきである。

### 閉塞性精索水瘤（Encysted hydrocele of the cord）
精索近傍には鼠径ヘルニアと錯誤しやすい滑らかな楕円形の腫脹がある。腫脹は下方に移動するが、精巣を下方に軽く引くと動かなくなる。稀に、精索に沿って存在する鞘状突起の残骸に水瘤が生じることがある。この水腫もまた透光性を示し、閉塞性精索水瘤として知られている。
女性では、相同部位であるヌック管での多嚢胞性水瘤が鼠径部の腫脹として現れる。これは円靭帯の嚢胞様変性に起因する。精索水瘤とは異なり、ヌック管水瘤は常に、少なくとも部分的に鼠径管内にある。
診断の正確性を担保するため、水瘤と陰嚢ヘルニアや精巣腫瘍との鑑別には充分な注意が必要である。これらの症例では超音波画像診断が非常に有用である。ヘルニアは通常、押し込むことが可能で、咳の衝撃を伝達し、透光性はない。水瘤は鼠径管に押し込めず、ヘルニアが存在しない限り、咳の刺激を伝えない。幼児では、水瘤はしばしば完全な先天性ヘルニア嚢を伴う。

## 診断
原発性水瘤は下記のように定義される：
- 透光性あり
- 変動あり
- 咳刺激伝達なし（先天性水瘤ではあり）
- 体積減少なし
- 精巣は個別に触診不能（精索水瘤と閉塞性水瘤は例外）

## 治療
生後1年以内に出現する水瘤の殆どは、治療せずとも消失する。生後1年以降も持続する水瘤や生後1年以降に発生する水瘤については、痛みや圧迫感を伴う症状がある患者や慢性的な刺激により陰嚢皮膚の完全性が損なわれている場合などの限られた症例でのみ、治療が必要となる。治療は水瘤嚢の摘除を目的とした開腹手術である。手術には麻酔が必要であり、小児では全身麻酔が選択されるが、成人では通常脊椎麻酔で十分である。局所浸潤麻酔は、精索の牽引による腹痛を消失させることができないため、満足のいくものではない。長期経過した症例では、水瘤液はコレステロールで不透明であり、チロシンの結晶を含むことがある。
原発性水腫の吸引後、体液はその後数ヵ月に亘って再び蓄積するため、定期的な吸引または手術が必要である。若年患者には通常、手術が望ましい。
硬化療法も選択肢の一つであり、吸引後6％フェノール水溶液（10～20mL）を1％リドカイン鎮痛液と共に注入することで、再貯留が抑制されることが多い。これらの代替療法は再発の発生率が高く、手技を頻繁に繰り返す必要があるため、一般に満足のいくものではないと見做されている。